# Barrage de Huangdeng
 (août 2024).
Si vous disposez d'ouvrages ou d'articles de référence ou si vous connaissez des sites web de qualité traitant du thème abordé ici, merci de compléter l'article en donnant les références utiles à sa vérifiabilité et en les liant à la section « Notes et références ».
Le barrage de Huangdeng est un barrage en construction sur le Mékong en Chine, en province du Yunnan. Il est associé à une centrale hydroélectrique de 1 900 MW,. Sa construction a débuté en 2010 et s'est achevée en 2019.